# إسماعيل ريد
إسماعيل ريد (بالإنجليزية: Ishmael Reed)‏ (22 فبراير 1938 في تشاتانوغا - ) شاعر، ومؤلف، وروائي، وكاتب، وكاتب خيال علمي، وشاعر غنائي، وكاتب أغاني، وصحفي من الولايات المتحدة.

## الأعمال المنشورة
تشمل أعماله المنشورة 11 رواية، منها روايته الحديثة الهندية المرافقة (2018). ومن بين كتبه الأخرى سبع مجموعات شعرية، بما في ذلك لماذا يغني الثقب الأسود موسيقى البلوز: قصائد 2006-2019، صدرت عن دار داليكي للنشر في ربيع عام 2020؛ بالإضافة إلى 11 مجموعة من المقالات، بدءًا بالأحدث، لماذا لا توجد ولايات فيدرالية في المكسيك؟، التي نُشرت من قِبَل باراكا بوكس للنشر في مونتريال في سبتمبر عام 2019؛ كاب كالواي تقف مع القمر أو نشاط نوإكسون دي أوفل (1970)؛ حديقة جيثسيماني، وبالتعاون مع كولين ماكيلروي قصيدة الحدائق البرية في لوب غارو؛ مجموعة من أجزاء قصيدة  قُرَّاء ريد (2000)؛ اثنتين من الرحلات التي قام بها، من بينها القصيدة الأحدث مدينة البلوز: نزهة في أوكلاند (2003) ؛ وستة مسرحيات، جُمِعَت من قِبَل داليكي للنشر إسماعيل ريد، المسرحيات (2009). في ديسمبر عام 2013، عُرض مسرحيته السابعة، الإصدار النهائي، لأول مرة في مقهى نويوريكان بوتس في مدينة نيويورك في ديسمبر2013؛ ومسرحيته الثامنة، الحياة بين الآريين (هجاء يؤرخ مغامرات اثنين من الثوريين التعساء)، عُرضت تدريباتها المرحلية الأولى في أواخر خريف عام 2017 في مقهى نويوريكان بوتس، ووتم الإنتاج الكامل في يونيو عام 2018. وقد افتُتح إنتاج العرض الأول من فيلم الإمساك بلين مانويل ميرندا في 23 مايو حتى 16 يونيو عام 2019 في مقهى نويوريكان بوتس. تتضمن الأعمال الحديثة غير الخيالية لريد: مالكولم وأنا، وهو كتاب صوتي يرويه ريد، صدر في يناير عام 2020، وكتاب محمد علي الكامل، الذي نُشِرَ من قِبَل باراكا بوكس في مونتريال في يوليو عام 2015.
عمل ريد على تحرير 14 مختارات أدبية متنوعة، كان آخرها فيلم هوليوود السوداء دون قيود (2015). في المجموعة القصصية بعنوان: باو وأو، رسم حدود الخطأ في التجرية الأمريكية ــــــــــــــــــ خيال قصير منذ ذاك الوقت وحتى الآن (2009)، التي تشارك في كتابتها مع 63 كاتب آخر، وساهم في تحريرها مع زوجته ومؤلفة الكتاب كارلا بابل. وصف ريد هذه المجموعة القصصية بأنها «اتحاد أصوات من مختلف القبائل الأميركية». تُعدّ قصة باو واو من الأناشيد الخيالية المشابهة لقصيدة من طوطم إلى الهيب هوب: علم الشعر المتعدد الثقافات في الأميركتين، 1900-2002 (2003)، إذ يؤيّد ريد التعريف المفتوح للشعر الأمريكي بصفته اندماج يشمل الأعمال التابعة للمرجعية الأدبية الغربية من الشعر الأمريكي المتأثر بالطابع الأوروبي، وكذلك أعمال وكتابات المهاجرين وفناني الهيب هوب والأميركيين الأصليين.
في عام 2013 في طبعة دار سيغنيت كلاسيك من روايتي مغامرات توم سوير ومغامرات هكلبيري فين للكاتب مارك توين، أُدرجت خاتمة جديدة من كتابة ريد. في عام 2019، ساهم ريد بكتابة الخاتمات في كتاب الروايات المختارة لتشارلز رايت والذي نشره هاربر لي؛ كتاب كيمارون: الحرية والتنكر من قِبَل تشارلز فريجر دار تاميس وهودسون؛ وكتاب النجاة المالية في نظام مزيف من قِبَل كاثي جاكسون - مؤسسة الصحافة العالمية الثالثة.

## قائمة المؤلفات

### الروايات
- حاملي النعش المستقلين عام 1967
- انكسر المذياع الأصفر عام 1969
- مامبو جامبو عام 1972
- الأيام الأخيرة للويزيانا ريد عام 1974
- رحلة جوية إلى كندا عام 1976
- الثنائي الرهيب 1982
- النظر الطائش 1986
- الثلاثي الرهيب 1989
- اليابانية بحلول الربيع 1993
- العصارة 2011
- الهندية المرافقة 2018

## الجوائز
- زمالة غوغنهايم
- زمالة ماك آرثر
- الجوائز الأميركية للكتاب

## روابط خارجية
- إسماعيل ريد على موقع IMDb (الإنجليزية)
- إسماعيل ريد على موقع الموسوعة البريطانية (الإنجليزية)
- إسماعيل ريد على موقع ميوزك برينز (الإنجليزية)
- إسماعيل ريد على موقع إن إن دي بي (الإنجليزية)
- إسماعيل ريد على موقع ديسكوغز (الإنجليزية)
- إسماعيل ريد على موقع قاعدة بيانات الفيلم (الإنجليزية)